# Estadi Givi Chokheli
L'Estadi Givi Chokheli és un estadi multiusos de Telavi, Geòrgia . S'utilitza principalment per a partits de futbol i és l'estadi local del  FC Telavi, igual que fins el 2014 havia estat l'estadi del desaparegut FC Kakheti Telavi . Té capacitat per a 12.000 espectadors. Rep el nom de l'ex-futbolista georgià Givi Chokheli, natural de Telavi, i hi ha una estatua seva a l'entrada principal de l'estadi.